# Cry
«Cry» (с англ. — «Мольба», «Вопль», «Плач») — песня, записанная американским певцом Майклом Джексоном и вошедшая в его десятый и последний студийный альбом Invincible. Песня была написана Робертом Келли, который ранее написал сингл Джексона 1995 года «You Are Not Alone». «Cry» был спродюсирован Джексоном и Келли. Сингл был выпущен 5 декабря 2001 года на лейбле Epic Records в качестве второго сингла с альбома Invincible. «Cry» — это баллада в жанре ритм-н-блюз, в тексте которой поднимаются проблемы Земли. Текст песни также призывает людей объединиться, чтобы сделать мир лучше. Композиция, таким образом, напоминает предыдущие песни Джексона, которые пропагандируют мир и защиту окружающей среды.
«Cry» была выпущена только в Европе с двумя B-Side треками: «Shout» и «Streetwalker». «Cry» получил неоднозначные отзывы критиков. Сингл неплохо держался в чартах на международном уровне. Самый высокий пик «Cry» в чартах был в Дании, где он занял 16 место, а наименее успешной страной в чартах была Австрия. Для раскрутки сингла появилось музыкальное видео на песню «Cry», которое снял Николас Брандт. На видео нет Джексона, но люди держатся за руки и стоят бок о бок в самых разных местах, включая пляжи и леса.

## Запись
«Cry» был записан американским известным исполнителем Майклом Джексоном для его десятого и последнего студийного альбома Invincible (2001). Песня была написана исполнителем Робертом Келли, который ранее работал с Джексоном над его синглом 1995 года «You Are Not Alone». Сингл — вторая из трёх совместных работ Майкла Джексона и Роберта Келли. «Cry» была одной из первых песен, которую написали для Invincible. Трек был спродюсирован Джексоном и Келли. За пределами Соединенных Штатов эта песня была выпущена 3 декабря 2001 года в качестве второго сингла с альбома Invincible под лейблом Epic Records. Сингл был выпущен с двумя треками B-side: «Shout» и «Streetwalker». «Shout» была ранее не издававшейся песней, которая изначально должна была попасть в Invincible, но в последний момент была заменена на «You Are My Life». «Streetwalker» ранее появлялся в качестве трека на специальном издании седьмого студийного альбома Джексона Bad 2001 года.

## Композиция
Темы текста песни «Cry» — мировые проблемы, такие как изоляция, война и дружба. Выпущенный всего через несколько дней после терактов 11 сентября, он также предполагает, что если все соберутся вместе воедино, то они изменят мир, а Джексон поёт: «Ты можешь изменить мир, я не могу сделать это сам». Музыкальный критик Марк Браун из Rocky Mountain News посчитал, что Джексон выкрикивает слова песни «Я не могу сделать это сам». Текст и темы композиции «Cry» похожи на те, что были в треке Джексона 1988 года «Man in the Mirror» и его сингле 1992 года «Heal the World». «Cry» написан в тональности Ля мажор, имеет умеренный ритм в восемьдесят четыре удара в минуту, построен в аккордовой прогрессии A-G/A-A-A/G в стихах и A-A/G-D-A в припеве. Вокальный диапазон Джексона простирается от D3 до E♭5.

## Критика
Джейсон Элиас из AllMusic описал «Cry» как капризный и рефлексивный материал, напоминающий баллады Джексона и Куинси Джонса в Bad, и указывает, что темы песни — это отчуждение и печаль, а не любовь. Он считает, что сила струн, грамотный бэк-вокал и клавишные фигуры не дают слушателю содрогнуться от смеха над «ох уж больно» и междометиями «Hold on» или «Oh my!». Джон Парелес из The New York Times назвал «Cry» «песней об изменении мира» и написал, что сингл «применяет свое грандиозное развитие к одной из самых странных утопических схем», которая просит всех плакать одновременно, а Джексон может ответить на их молитвы в этот момент. Кэтрин Халаби из Yale Daily News считает, что эта песня является «менее триумфальным использованием материалов современника» на альбоме.
Музыкальный критик из NME, Марк Бомонт, считает, что Джексон «начинает жутко стучать» о текстах, которые относятся к спасению детей. Фрэнк Коган из The Village Voice отметил, что в то время как «Cry» и другая песня из Invincible («Speechless») «очень хороши», они создают впечатление, что Джексон «стоит боком», что позволяет красоте соскользнуть с него. Штатный обозреватель Los Angeles Times Роберт Хилберн писал, что «Cry» «исполняет роль социального комментария „Man in the Mirror“», в то время как Роджер Кэтлин, рок-критик Hartford Courant, посчитал, что сингл является повторением песни Джексона «Heal the World»(1991). Штатный писатель Newsday, Гленн Гамбоа сказал, что песня была «одинаково средней» по сравнению с другими треками на Invincible. Джеймс Хантер из журнала Rolling Stone писал, что Роберт Келли «более или менее преуспевает с таким жизнеутверждающим выступлением» на сингле.
Джим Фарбер из New York Daily News писал, что в треке Джексон погружается в своё исцеление мира, хотя он редко так снисходительно относился к своей роли всеобщего спасителя. Келли «повторяет формулу своего большого гимна, вдохновленный евангелием». Журналист The Wichita Eagle писал, что Джексон «блистает искренними балладами», такими как «Cry» и «Speechless». Поп-музыкальный критик Тор Кристенсен из Dallas Morning News описал сингл как «последнюю партию вдохновляющей сахарной ваты» музыканта. Франсиско Канджиано из University Wire отметил, что в целом хорошие песни из Invincible — это только «Heartbreaker», «Cry» и «Speechless». Памела Дэвис и Джина Вининетто из St. Petersburg Times назвала песню «наполненной высокомерием» и сказала, что она полна «причудливого комплекса спасителя Джексона».

## Коммерческий успех
«Cry» не был выпущен как CD-сингл в Соединенных Штатах, но он занимал нижнюю строчку музыкальных чартов Billboard в течение трёх недель внутри страны, достигнув пика на первом месте в Bubbling Under R&B/Hip-Hop Singles. Сингл имел умеренный коммерческий успех во всем мире. «Cry» дебютировал под номером двадцать пять, 22 декабря 2001 года, в чарте синглов Великобритании. Сингл оставался в чарте страны в течение четырёх недель подряд с декабря 2001 года по январь 2002 года, прежде чем выпал из топ-100 позиций. Трек дебютировал под номером тридцать семь 12 декабря и достиг тридцатого места на следующей неделе во Французском чарте синглов. Песня дебютировала на своём пике, под номером сорок три, 12 декабря, в австралийском чарте синглов. Он оставался в чарте страны всего одну неделю. «Cry» не попал в бельгийский чарт Ultratop Singles, но попал в бельгийский музыкальный чарт Wallonia, дебютировав под номером тридцать семь 15 декабря и достигнул пика под номером тридцать один 12 января 2002 года.
«Cry» занимал первое место в шведском чарте синглов пять недель подряд. Дебютировав под номером пятьдесят 21 декабря и достигнув пика под номером сорок восемь на следующей неделе. Сингл провёл следующие четыре недели, колеблясь вниз по чарту. Трек достиг пика на сорок втором месте в швейцарском чарте синглов и оставался в чарте страны в течение шести недель. Самой коммерчески успешной территорией чартов сингла была Дания. Хотя трек оставался в чарте синглов всего одну неделю, он сумел войти в топ-20, достигнув шестнадцатого места. Наименее успешной территорией для сингла была Австрия. Дебютировав в чарте синглов страны на своём пике, под номером шестьдесят пять 16 декабря, на следующей неделе трек занял семьдесят первое место и на следующей неделе выпал из топ-100 позиций. Что касается истории песни в чартах, Халстед и Кэдман написали, что это была «мини-неудача» для Джексона.

## Музыкальное видео
«Cry» продвигался музыкальным клипом, или «короткометражным фильмом», как назвал его Джексон. Режиссёром клипа выступил фотограф Ник Брандт, ранее снявший фильмы «Earth Song» (1995), «Childhood» (1995) и «Stranger in Moscow» (1996), которые вошли в альбом HIStory: Past, Present and Future, Book I. Видео было снято в шести разных местах, все они были сняты в Калифорнии. Люди, показанные в видео, были членами реальной евангельской группы. Видео начинается с того, что десятки людей разных возрастов, национальностей и рас держатся за руки. Длинные вереницы людей тянулись по горам, по шоссе, в лесу и на берегу. Большую часть видео все стоят молча. Пройдя по мосту, все начинают петь хором. Ближе к финальному припеву группа коллективно хлопает в ладоши вместе с песней, взявшись за руки ещё раз в конце клипа.

Момент из клипа Cry

«Cry» — единственное видео Майкла Джексона, включённое в расширенный компакт-диск сингла.
«Cry» был выпущен как сингл против первоначальных намерений Джексона выпустить «Unbreakable» (Та же ситуация была и с выходом «You Rock My World» за несколько месяцев до выпуска «Cry»). Клип снимался в течение нескольких недель после 11 сентября, поэтому Джексон слишком нервничал, чтобы ехать на съёмки в северную Калифорнию. Когда Джексон увидел демо-видео, он и режиссёр Ник Брандт согласились, что видео было сильнее без Джексона. Крейг Холстед и Крис Кэдман, авторы книги «Michael Jackson: The Solo Years», считают, что отсутствие Джексона в клипе «мало способствовало его продвижению».

## Треклист
Макси-CD для Великобритании
1. «Cry»
2. «Shout»
3. «Streetwalker»
4. «Cry» (видеоклип в формате MPEG и QuickTime)

12-дюймовый винил для Великобритании
- A. «Cry» — 5:01
- B1. «Shout» — 4:17
- B2. «Streetwalker» — 5:49

Кассета для Великобритании
- A1. «Cry» — 5:01
- A2. «Shout» — 4:17
- A3. «Streetwalker» — 5:49
- B1. «Cry» — 5:01
- B2. «Shout» — 4:17
- B3. «Streetwalker» — 5:49

Улучшенный макси-CD
1. «Cry» — 5:01
2. «Shout» — 4:17
3. «Streetwalker» — 5:49
4. «Cry» (Музыкальный клип) — 5:00

CD-сингл
1. «Cry» — 5:01
2. «Shout» — 4:17

7-дюймовый винил для США, 45 RPM
- A. «Cry» — 5:01
- B. «Cry» — 5:01

Европейский промо-сингл на CD
- «Cry» — 5:01

## Участники записи
- Автор: Роберт Келли, Майкл Джексон
- Продюсеры: Майкл Джексон и Р. Келли
- Ведущий вокал: Майкл Джексон
- Перкуссия: Паулинью да Кошты
- Программирование клавишных и барабанов: Майкл Джексон и Брэд Баксер
- Хоровая аранжировка: Роберт Келли
- Барабаны: Джон «Junior» Робинсон
- Гитары: Майкл Ландау
- Записано: Майк Гинг, Бад Гилдерман и Умберто Гатик
- Микширование: Майкл Джексон и Мика Гузауски

## Чарты
| Страна                                             | Высшая позиция |
| -------------------------------------------------- | -------------- |
| Австралия (чарт синглов)                           | 43             |
| Австрия (чарт синглов)                             | 65             |
| Бельгия (чарт синглов)                             | 31             |
| Канада                                             | 33             |
| Дания (чарт синглов)                               | 16             |
| Нидерланды (чарт синглов)                          | 39             |
| Франция (чарт синглов)                             | 30             |
| Польша (чарт синглов)                              | 9              |
| Румыния (чарт синглов)                             | 22             |
| Испания (чарт синглов)                             | 6              |
| Швеция (чарт синглов)                              | 48             |
| Швейцария (чарт синглов)                           | 42             |
| Великобритания (чарт синглов)                      | 25             |
| США (Billboard Bubbling Under R&B/Hip-Hop Singles) | 1              |